# Rhinocapsus rubricans
Rhinocapsus rubricans är en insektsart som först beskrevs av Léon Abel Provancher 1887.  Rhinocapsus rubricans ingår i släktet Rhinocapsus och familjen ängsskinnbaggar. Inga underarter finns listade i Catalogue of Life.